# Keylor Navas
Keylor Antonio Navas Gamboa (Pérez Zeledón, 15. prosinca 1986.) kostarikanski je nogometni vratar i reprezentativac. Navas trenutačno igra za meksički klub Pumas UNAM i kostarikansku nogometnu reprezentaciju. U prosincu 2014. godine dobio je španjolsko državljanstvo.

## Vanjske poveznice
- Profi, Soccerway
- Profil, Transfermarkt